# Portreath
Koordinaten: 50° 16′ N, 5° 17′ W

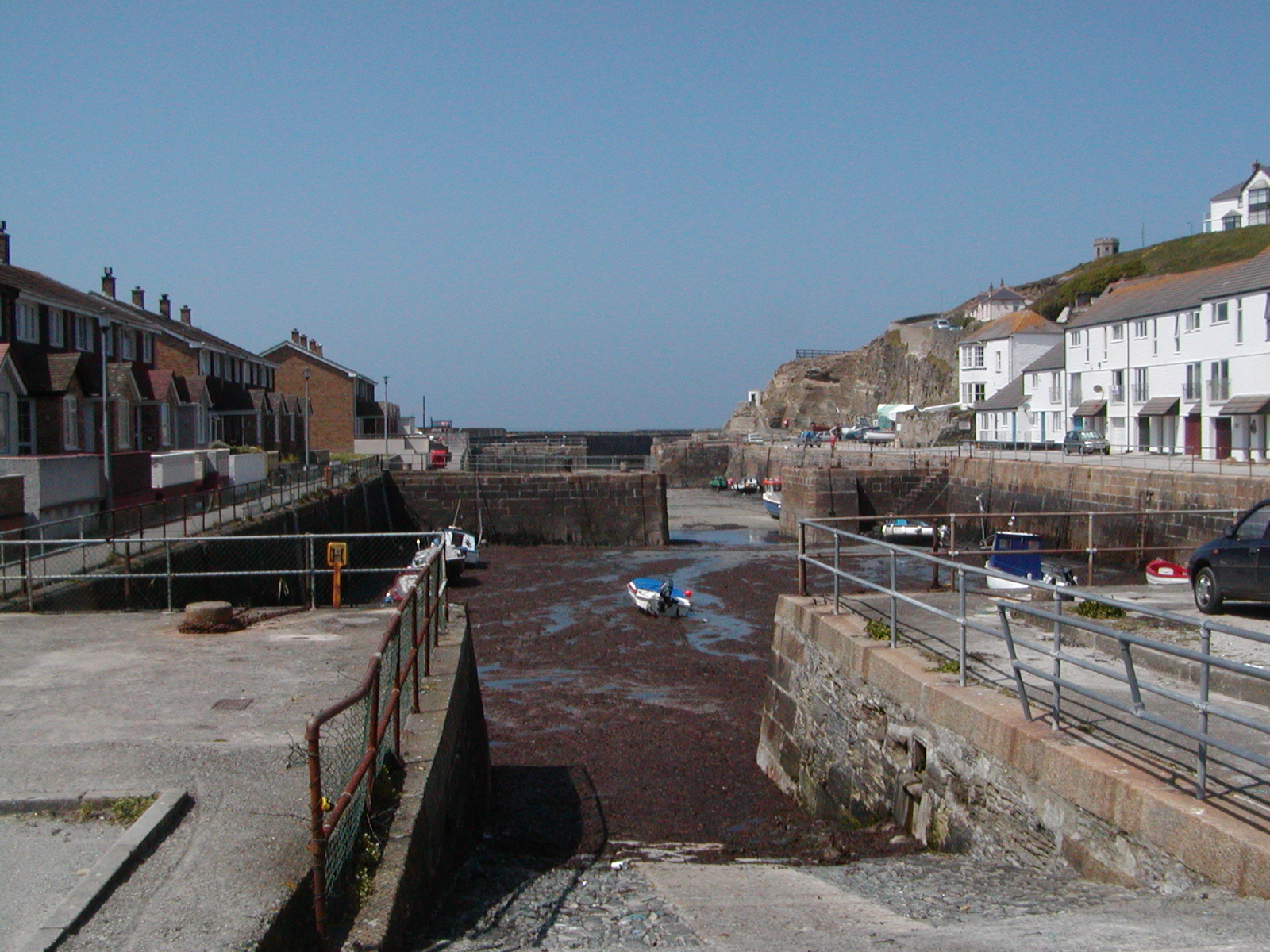
Hafen von Portreath bei Ebbe

Portreath (kornisch Portreth) ist ein kleiner Ort an der Nordküste der Grafschaft Cornwall im Südwesten Englands. Er liegt zwei Meilen nordwestlich von Redruth.

## Geschichte
Der kleine Hafen mit seiner engen Zufahrt hatte im 19. Jahrhundert eine Blütezeit, als er Umschlagplatz für das in Redruth und Umgebung abgebaute Kupfererz war und auch für die aus Wales, vor allem aus Swansea, herantransportierte Steinkohle, mit der die Dampfmaschinen und die Pumpen der Bergwerke betrieben wurden. Die zeitweilig noch von Pferden gezogene Erzbahn aus dem südlich gelegenen Chacewater endete hier.
Im Jahr 1895 sank vor Portreath der Dampfer „Escurial“ in einem Wintersturm. Rettungsversuche scheiterten aufgrund des widrigen Wetters, 11 von 19 Seeleuten starben. Das in 15 Metern Tiefe liegende Wrack ist eine Attraktion für Taucher. Der Anker des Schiffes konnte in den 1970er Jahren gehoben werden, er ist in der Ortsmitte Portreaths zu besichtigen. 

## Tourismus
Heute ist die Haupteinnahmequelle des Ortes der Tourismus. Besonders der Sandstrand und die kräftige Brandung sind ein Anziehungspunkt für Wellenreiter und Windsurfer. Die Trasse der ehemaligen Erzbahn, der Mineral Tramway, ist zu einem Wander- und Radwanderweg quer durch Cornwall ausgebaut worden.